# 中华民国新地图
中华民国新地图是1934年由上海申报馆出版的地圖，由丁文江、翁文灏、曾世英编绘。该图集为纪念申报60周年而作。地图反映的时间大致集中在1928年至1933年。中华民国新地图自1934年出版发行之后就一直未再版。
中华民国新地图由序图、普通地图和城市地图3个系列组成，序图7幅，包括中华民国政区、地文、交通、气象、重要城市、语言区域、矿产分布和农产分布专题图表，采用亚尔勃斯投影。省级行政单位方面漏绘上海、青岛和西京3个院辖市以及威海卫行政区和东省特别行政区，未标示广西省省会。县级行政单位方面漏绘10个省辖市、3个县、2个设治局。普通地图44幅，按经纬线分割，采用多圆锥投影。城市地图2幅，包括61个城市小图，末附地名索引36000余条。
1933年，中国分省新图初版，1934年再版，中国分省新图被視為中华民国新地图的缩编本，它有地图31幅。1933年至1948年先后发行五版，总发行量约20万册。1948年出版第五版，有地图35幅。中华民国新地图与其缩编本《中国分省新图》统一简称为申报地图。